# People's Choice Awards 1981
La 7ª edizione dei People's Choice Awards, presentata da Army Archerd e Lee Remick, si è svolta l'8 marzo 1981 ed è stata trasmessa dalla CBS.
In seguito sono elencate le categorie. Il relativo vincitore è stato indicato in grassetto.

## Cinema

### Film preferito
- L'Impero colpisce ancora (The Empire Strikes Back), regia di Irvin Kershner
- Gente comune (Ordinary People), regia di Robert Redford
- La ragazza di Nashville (Coal Miner's Daughter), regia di Michael Apted

### Attore cinematografico preferito
- Clint Eastwood
- Robert Redford
- Burt Reynolds

### Attrice cinematografica preferita
- Jane Fonda (ex aequo)
- Goldie Hawn (ex aequo)
- Bette Midler

### Giovane interprete cinematografico/a preferito/a
- Brooke Shields – Laguna blu (The Blue Lagoon)
- Kristy McNichol – Piccoli amori (Little Darlings)
- Rick Schroder – Il campione (The Champ)

### Canzone preferita tratta da un film
- 9 to 5 (Dolly Parton), musica e testo di Dolly Parton – Dalle 9 alle 5... orario continuato (Nine to Five)

## Televisione

### Serie televisiva drammatica preferita
- Dallas
- Lou Grant
- Quincy (Quincy, M.E.)

### Serie televisiva commedia preferita
- M*A*S*H
- Bolle di sapone (Soap)
- Tre cuori in affitto (Three's Company)

### Miniserie o film per la televisione preferiti
- Shōgun

### Nuova serie televisiva drammatica preferita
- Magnum, P.I.
- L'America in bicicletta (Breaking Away)
- I segreti di Midland Heights (Secrets of Midland Heights)

### Nuova serie televisiva commedia preferita
- Vicini troppo vicini (Too Close for Comfort)
- Enos
- I'm a Big Girl Now

### Attore televisivo preferito
- Alan Alda – M*A*S*H

### Attore preferito in una nuova serie televisiva
- Tom Selleck – Magnum, P.I.
- Ted Knight – Vicini troppo vicini (Too Close for Comfort)
- Sonny Shroyer – Enos

### Attrice preferita in una nuova serie televisiva
- Diana Canova – I'm a Big Girl Now
- Polly Holliday – Flo
- Barbara Mandrell – Barbara Mandrell and the Mandrell Sisters

### Giovane interprete televisivo/a preferito/a
- Gary Coleman – Il mio amico Arnold (Diff'rent Strokes)
- Melissa Gilbert – La casa nella prateria (Little House on the Prairie)
- Adam Rich – La famiglia Bradford (Eight is enough)

## Musica

### Artista maschile preferito
- Kenny Rogers

### Artista femminile preferita
- Pat Benatar

### Canzone preferita
- Lady (Lionel Richie)
- Another One Bites the Dust (Queen), musica e testo di John Deacon
- The Gambler (Kenny Rogers), musica e testo di Don Schlitz

## Altri premi

### Intrattenitore preferito
- Alan Alda
- Bob Hope
- Burt Reynolds

### Intrattenitrice preferita
- Carol Burnett
- Barbara Mandrell
- Barbra Streisand